# DK5
De DK5 (Pools: Droga krajowa nr 5) is een route op het Poolse nationale wegennet. De weg loopt van de Tsjechische grens in het zuiden naar de snelweg A4. Van Nowe Marzy tot Wrocław is de weg onderdeel van de E261. Sommige delen worden vervangen door de snelweg S5.

## Steden langs de DK5

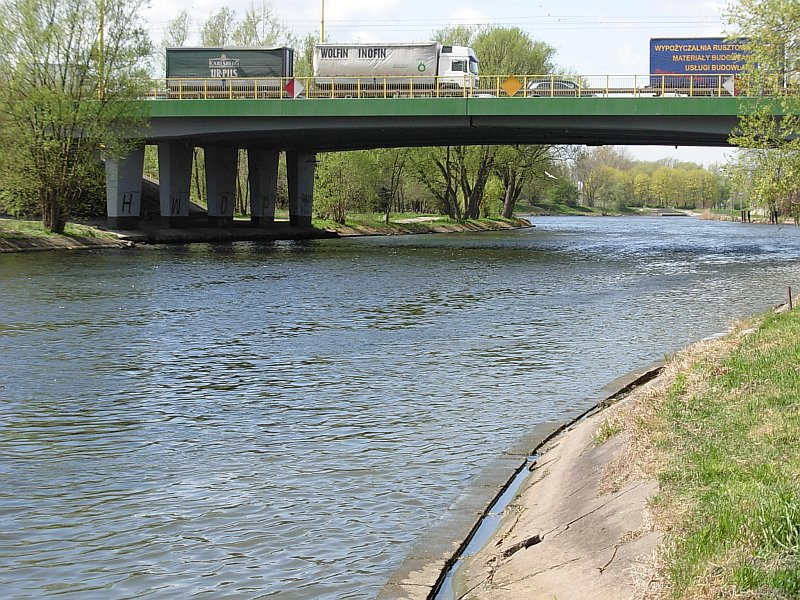
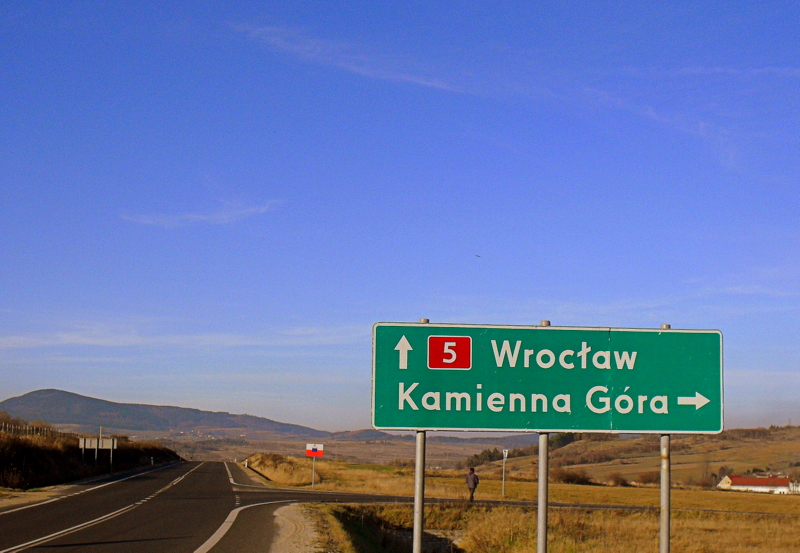
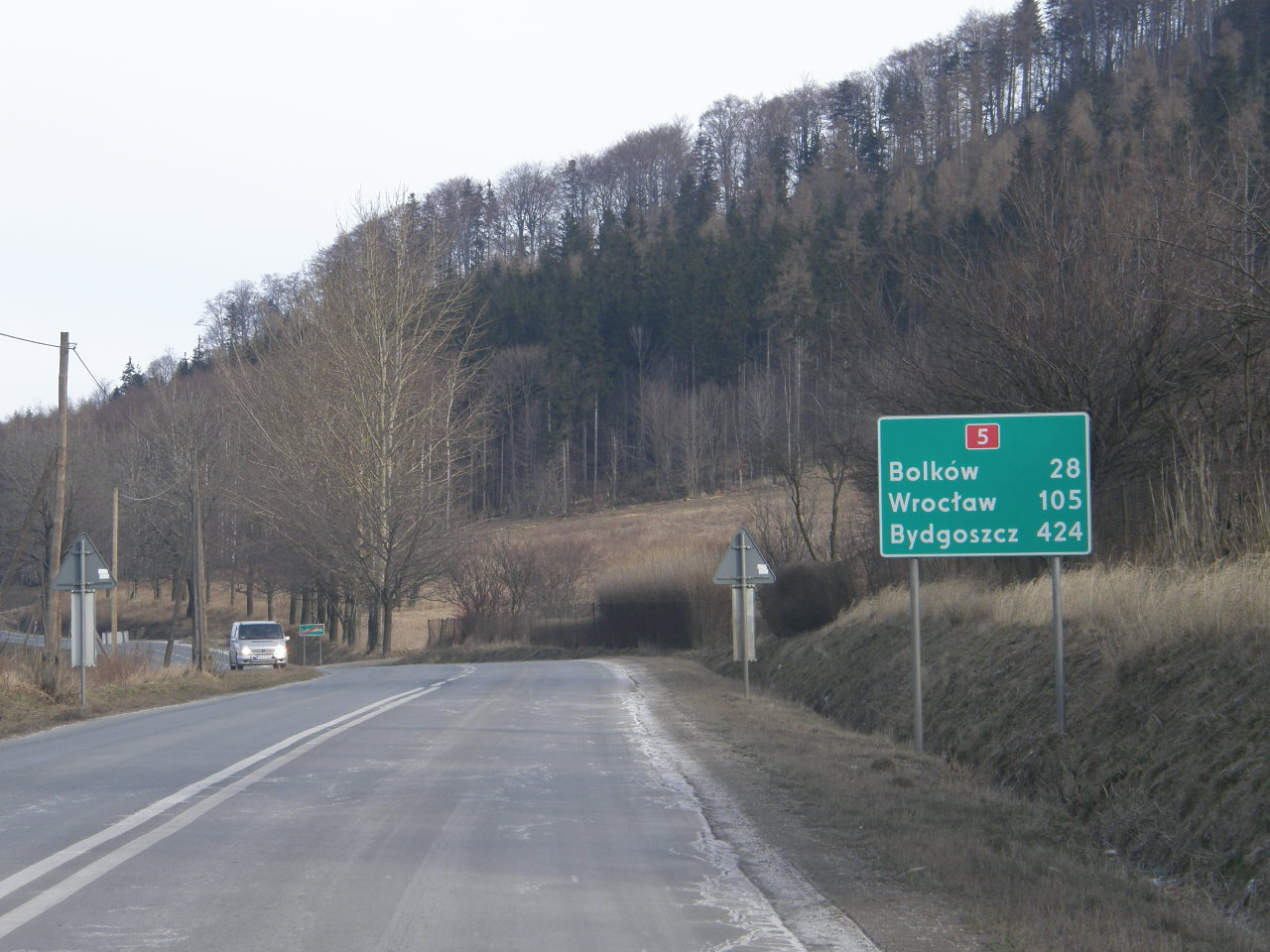

- Świecie
- Bydgoszcz
- Gniezno
- Poznań
- Kościan
- Śmigiel
- Leszno
- Rawicz
- Żmigród
- Trzebnica
- Wrocław
- Strzegom
- Bolków
- Kamienna Góra
- Lubawka

DK1 · DK2 · DK3 · DK4 · DK5 · DK6 · DK7 · DK8 · DK9 · DK10 · DK11 · DK12 · DK13 · DK14 · DK15 · DK16 · DK17 · DK18 · DK19 · DK20 · DK21 · DK22 · DK23 · DK24 · DK25 · DK26 · DK27 · DK28 · DK29 · DK30 · DK31 · DK32 · DK33 · DK34 · DK35 · DK36 · DK37 · DK38 · DK39 · DK40 · DK41 · DK42 · DK43 · DK44 · DK45 · DK46 · DK47 · DK48 · DK49 · DK50 · DK51 · DK52 · DK53 · DK54 · DK55 · DK56 · DK57 · DK58 · DK59 · DK60 · DK61 · DK62 · DK63 · DK64 · DK65 · DK66 · DK67 · DK68 · DK69 · DK70 · DK71 · DK72 · DK73 · DK74 · DK75 · DK76 · DK77 · DK78 · DK79 · DK80 · DK81 · DK82 · DK83 · DK84 · DK85 · DK86 · DK87 · DK88 · DK89 · DK90 · DK91 · DK92 · DK93 · DK94 · DK95 · DK96 · DK97 · DK98